# 山下輝
山下 輝（やました ひかる、1999年9月12日 - ）は、千葉県木更津市出身のプロ野球選手（投手）。左投左打。東京ヤクルトスワローズ所属。

## 経歴

### プロ入り前
木更津市立岩根小学校3年生のときに軟式野球を始め、4年生からは投手を務めた。木更津市立岩根西中学校では軟式野球部に所属。千葉県選抜に選出され、3年時には県選抜チームの全国大会で優勝した。
2015年4月に木更津総合高等学校に進学。入学当初は野手としてプレーした。1年夏から一塁手のレギュラーに定着し、2年春の第88回選抜高等学校野球大会、夏の第98回全国高等学校野球選手権大会に出場した。硬式野球部の1学年先輩に早川隆久がいる。同年秋から投手に復帰してエースとなり、3年夏の千葉県大会では5試合連続で完投勝利して優勝。東海大市原望洋との準決勝では金久保優斗に投げ勝った。第99回全国高等学校野球選手権大会に出場し、1回戦で日本航空石川と対戦。先発して8回まで2失点に抑えたが、3点リードの9回表に二死から4連続で適時打を打たれ逆転負けを喫した。その後、2017 WBSC U-18ワールドカップの日本代表に選出され、オープニングラウンドのキューバ戦に先発登板して勝利投手となった。
2018年4月に法政大学に進学したが、入学後に左肘を痛めて12月にトミー・ジョン手術を受けた。1年以上のリハビリ期間を経て3年春にリーグ戦デビューを果たした。4年となった2021年5月10日の明治大学戦では自己最速タイとなる151km/hを計測し、リーグ戦初完投勝利を記録した。その後、9月10日にプロ志望届を提出した。ドラフト会議後の10月27日に行われた秋季リーグ戦で左腕に違和感を訴え降板し、11月1日に左尺骨の疲労骨折と診断された。
2021年10月11日のドラフト会議では、隅田知一郎を抽選で外した広島東洋カープと東京ヤクルトスワローズの2球団から1位指名を受け、抽選の結果ヤクルトが交渉権を獲得した。11月30日に契約金9000万円、年俸1400万円で入団に合意した（金額は推定）。背番号は15。

### ヤクルト時代
2022年、9月22日の対中日ドラゴンズ戦でプロ初登板・初先発。安定感に欠け、4回2/3を失点2、被安打9、与四球3、奪三振0という内容で降板した。3回裏のプロ初打席では二塁内野安打を放ったが、チームはその1安打のみで敗れ、新人投手のプロ初安打による1安打のみでの敗戦は日本プロ野球史上初という珍事となった。9月30日の対広島東洋カープ戦でプロ初勝利。レギュラーシーズンでは上記2試合のみの登板であったが、同年の日本シリーズ第5戦で先発登板を果たした。11月22日、現状維持となる推定年俸1400万円で契約を更改した。
2023年、左肘のコンディション不良によりリハビリに注力し、9月28日のイースタン・リーグ、埼玉西武ライオンズ戦で復帰登板し、1回2失点で降板した。一軍登板なしでシーズンを終えた。11月13日、350万円減となる推定年俸1050万円で契約を更改した。
2024年は二軍で19試合に登板し、3勝5敗、防御率5.89を記録するも、2年連続で一軍登板なしに終わった。11月11日、背番号が49に変更されることが発表された。

## 選手としての特徴・人物
最速151km/hの角度のある直球にスライダー、カーブ、ツーシーム、カットボールを交える。
愛称は「かがやき」。

## 詳細情報

### 年度別投手成績
| 年 度     | 球 団     | 登 板 | 先 発 | 完 投 | 完 封 | 無 四 球 | 勝 利 | 敗 戦 | セ 丨 ブ | ホ 丨 ル ド | 勝 率 | 打 者 | 投 球 回 | 被 安 打 | 被 本 塁 打 | 与 四 球 | 敬 遠 | 与 死 球 | 奪 三 振 | 暴 投 | ボ 丨 ク | 失 点 | 自 責 点 | 防 御 率 | W H I P |
| --------- | --------- | ----- | ----- | ----- | ----- | -------- | ----- | ----- | -------- | ----------- | ----- | ----- | -------- | -------- | ----------- | -------- | ----- | -------- | -------- | ----- | -------- | ----- | -------- | -------- | ------- |
| 2022      | ヤクルト  | 2     | 2     | 0     | 0     | 0        | 1     | 1     | 0        | 0           | .500  | 54    | 12.1     | 14       | 0           | 5        | 0     | 1        | 3        | 0     | 0        | 2     | 2        | 1.46     | 1.54    |
| 通算：1年 | 通算：1年 | 2     | 2     | 0     | 0     | 0        | 1     | 1     | 0        | 0           | .500  | 54    | 12.1     | 14       | 0           | 5        | 0     | 1        | 3        | 0     | 0        | 2     | 2        | 1.46     | 1.54    |

- 2024年度シーズン終了時

### 年度別守備成績
| 年 度 | 球 団    | 投手  | 投手  | 投手  | 投手  | 投手  | 投手     |
| 年 度 | 球 団    | 試 合 | 刺 殺 | 補 殺 | 失 策 | 併 殺 | 守 備 率 |
| ----- | -------- | ----- | ----- | ----- | ----- | ----- | -------- |
| 2022  | ヤクルト | 2     | 1     | 4     | 0     | 1     | 1.000    |
| 通算  | 通算     | 2     | 1     | 4     | 0     | 1     | 1.000    |

- 2024年度シーズン終了時

### 記録
初記録
投手記録
- 初登板・初先発登板：2022年9月22日、対中日ドラゴンズ25回戦（明治神宮野球場）、4回2/3を2失点で敗戦投手
- 初勝利・初先発勝利：2022年9月30日、対広島東洋カープ25回戦（MAZDA Zoom-Zoom スタジアム広島）、7回2/3を無失点
- 初奪三振：同上、3回裏に中村健人から空振り三振

打撃記録
- 初打席・初安打：2022年9月22日、対中日ドラゴンズ25回戦（明治神宮野球場）、3回裏に髙橋宏斗から二塁内野安打[26]

### 背番号
- 15（2022年[14] - 2024年）
- 49（2025年[22] - ）

### 代表歴
- 2017 WBSC U-18ワールドカップ